# Музей кимчхи
Музей кимчхи (ныне «Музей Кимчикан») — музей в городе Сеуле, посвящённый национальному корейскому блюду — кимчхи, его истории, разновидностям и значению для корейской культуры и кухни.

## История
- 1986 год — основание музея
- 1987 год — музей переходит под управление компании «Пхульмувон» (Pulmuone) — ведущего производителя продуктов питания в Корее
- 1988 год — на период проведения Олимпийских игр в Сеуле экспозиция перенесена в здание Корейского Всемирного Торгового Центра (Korea World Trade Center Complex). При музее были открыты и курсы по приготовлению кимчхи: «Университет кимчхи» для взрослых и «Школа кимчхи» для детей
- 2000 год — в преддверии третьего саммита Азия-Европа в Сеуле музей был отремонтирован, музейная площадь увеличена
- 2006 год — американский журнал Health включил кимчхи в список пяти самых здоровых продуктов в мире. Глобальные сети телевещания BBC, CNN и NHK выпустили репортажи о музее, чем способствовали росту его популярности
- 2013 год — коллективная культура Кореи по приготовлению кимчхи внесена в Список шедевров устного и нематериального культурного наследия человечества
- 2015 год — корпорация CNN включила музей в список 11 крупнейших музеев продуктов питания в мире
- 2015 год — проведён ребрендинг музея. Новое название «Музей Кимчикан» (Museum Kimchikan)

## Экспозиция
Экспозиция музея состоит из нескольких постоянных выставок:
- «Кимчхи путешествует по миру» — рассказывает о пути кимчхи к мировому признанию
- «Кимчхи — источник творческого вдохновения» — в этом разделе представлены работы художника Ким Ен Хона
- «Традиции приготовления и хранения кимчхи» — раскрывает секреты ингредиентов кимчхи, демонстрирует процесс приготовления в мельчайших подробностях
- «Наука — о благотворном влиянии кимчхи» — наглядно демонстрирует влияние кимчхи на процесс пищеварения

При музее открыт магазин кимчхи, проводятся мастер-классы и образовательные программы для туристов. Библиотека музея включает в себя разнообразную литературу, справочники, научные труды по теме кимчхи.

## Фотогалерея

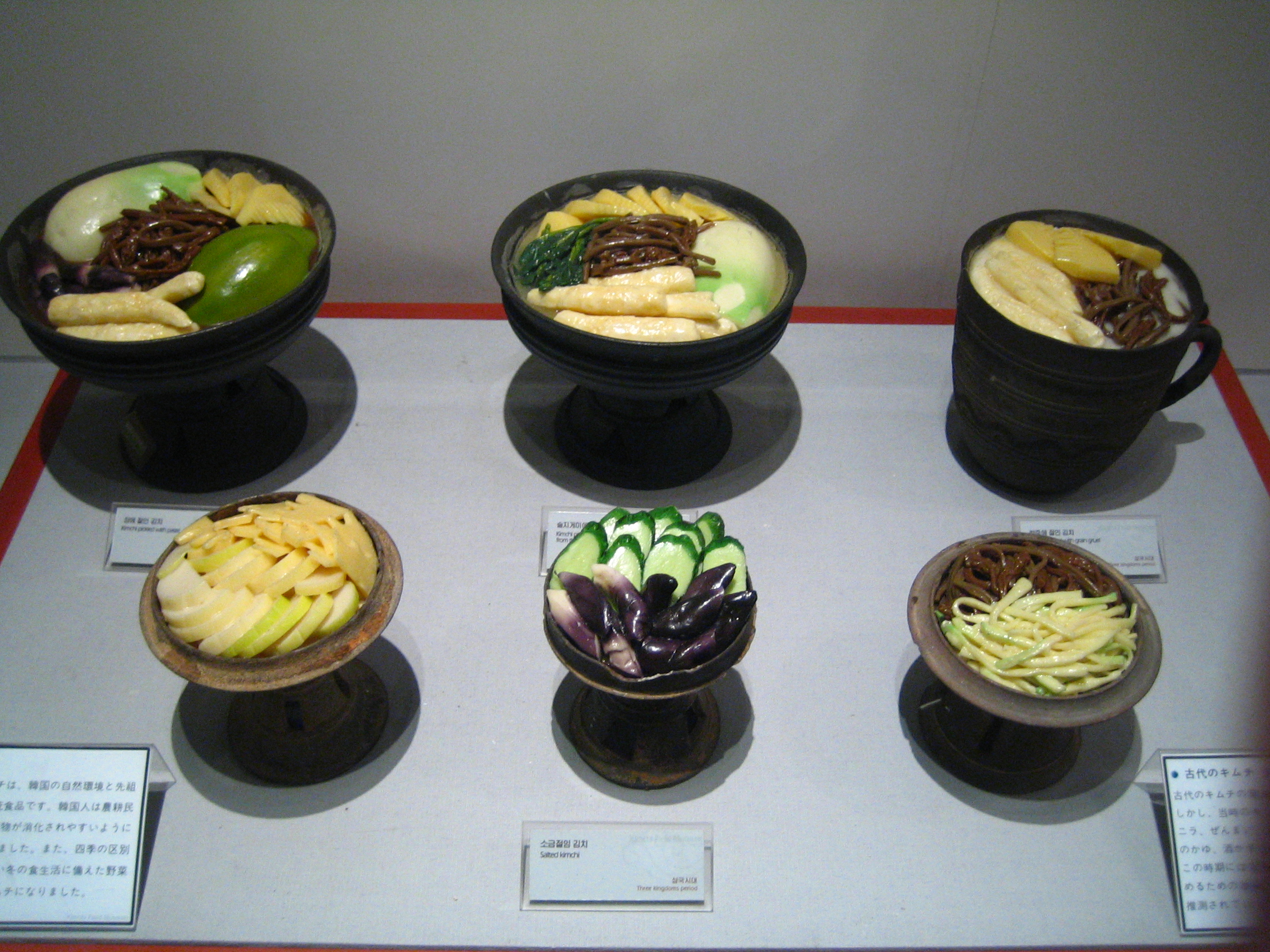
Древние кимчхи
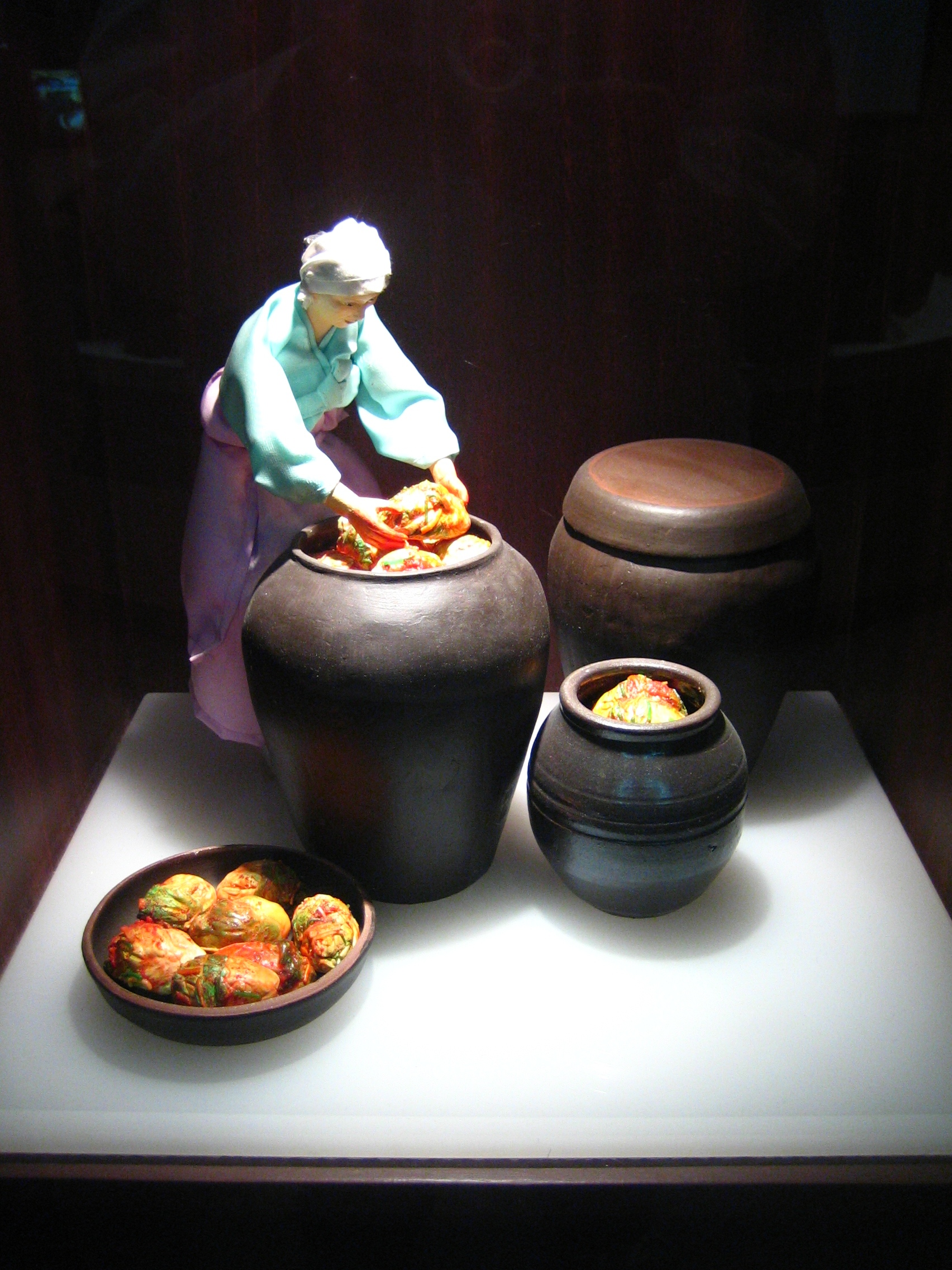
Инсталляция: «Приготовление кимчхи»
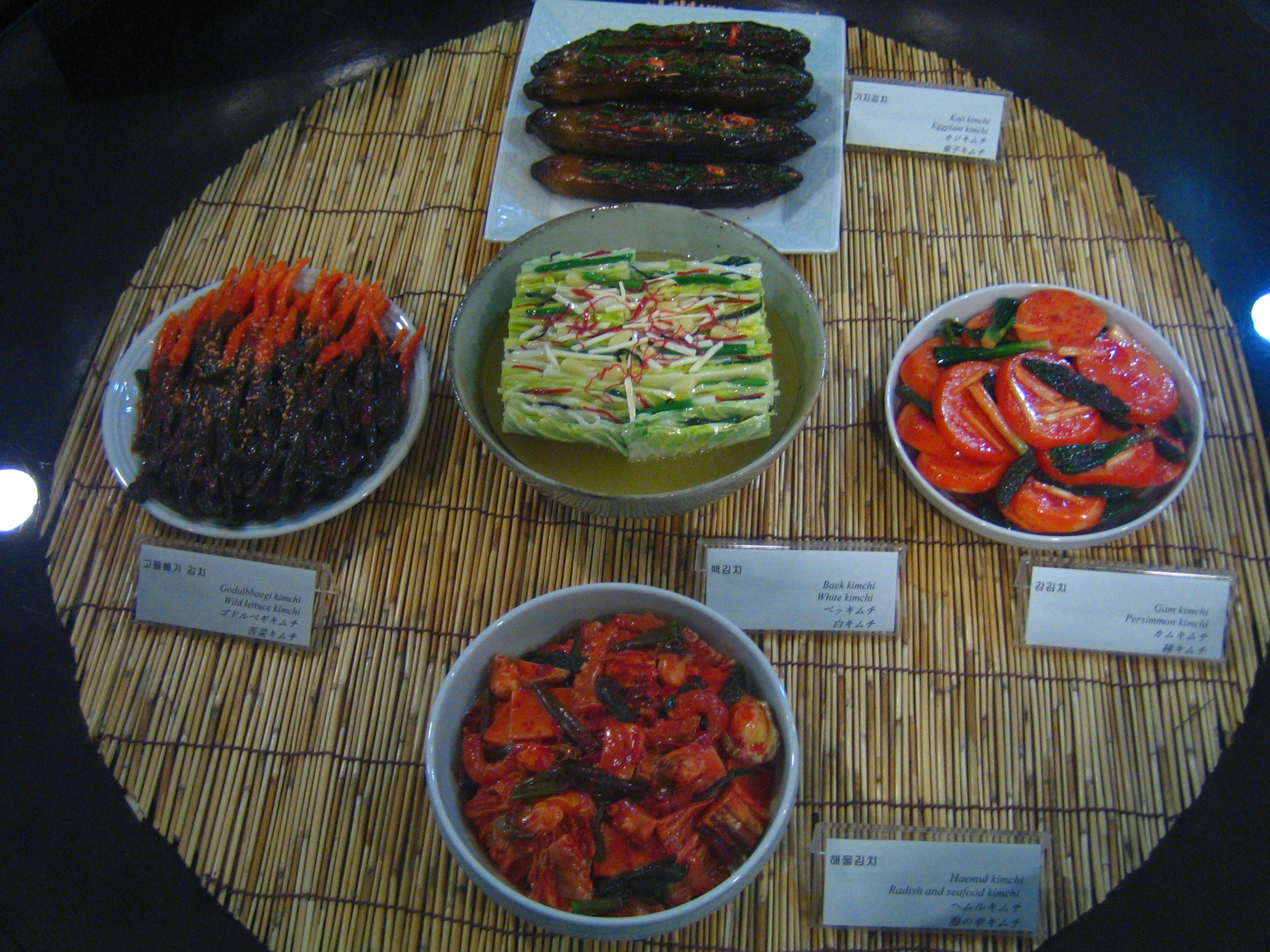
Разнообразные кимчхи